# Abisoye Ajayi-Akinfolarin
Abisoye Ajayi-Akinfolarin (Akure, 19 de mayo de 1985), nacida Abisoye Abosede Ajayi, es una empresaria social nigeriana defensora de mujeres y niñas. Es la fundadora de Pearls África Youth Foundation, una organización no gubernamental cuyo objetivo es educar a las jóvenes de zonas insuficientemente atendidas de Nigeria con conocimientos tecnológicos. El 1 de noviembre de 2018, Ajayi-Akinfolarin fue nombrado uno de los diez héroes de CNN del año. Más tarde, ese mismo mes, fue incluida en la lista de las 100 mujeres de la BBC.

## Trayectoria
Ajayi-Akinfolarin nació en Akure, la ciudad capital de Ondo estado en Nigeria. Asistió al Instituto nigeriano de Tecnología de Información (NIIT) y más tarde asistió a la Universidad de Lagos, donde cursó un Grado en Administración Empresarial.
Ajayi-Akinfolarin comenzó su carrera trabajando para E.D.P. Audit and Security Associates. Trabajó en la empresa durante siete años, comenzando como pasante y ascendiendo al nivel de Consultora Asociada. Trabajando en tecnología, Ajayi-Akinfolarin descubrió una gran brecha de género. Una encuesta gubernamental realizada en Nigeria en 2013 reveló que menos del 8% de los puestos profesionales, de gestión o tecnológicos, estaban ocupados por mujeres nigerianas. Con el deseo de ayudar a reducir esa brecha y animar a más mujeres en su campo, Ajayi-Akinfolarin estableció su propia organización sin fines de lucro.
En 2012, Ajayi-Akinfolarin fundó Pearls África Youth Foundation, una organización no gubernamental que ayuda a las niñas a desarrollar habilidades tecnológicas a través de varios programas, entre los que se incluyen: GirlsCoding, G.C Mentors, GirlsInSTEM y Empowered Hands. Desde 2012, la organización ha enseñado a más de 400 mujeres jóvenes a programar.

## Premios y reconocimiento
- CNN Heroes honoree, 2018
- BBC 100 Women, 2018[6]
- ONE’s 2018 Women of the Year Awards[7]